# Groupe de NGC 2805
Le groupe de NGC 2805 comprend au moins cinq galaxies situées dans la constellation de la Grande Ourse. La distance moyenne entre ce groupe et la Voie lactée est d'environ 24,8 Mpc (∼80,9 millions d'al). 

## Membres
Le tableau ci-dessous liste les trois galaxies mentionnées dans l'article de Abraham Mahtessian, NGC 2880 qui est indiquée sur le site « Un Atlas de l'Univers » créé par Richard Powell ainsi que IC 2458 qui est en interaction gravitationnelle avec NGC 2820
| Nom      | Classification | Type                     | α (J2000.0)   | δ (J2000.0) | Vitesse radiale (km/s) | Magnitude apparente | Distance (Mpc) | Diamètre (kal) |
| -------- | -------------- | ------------------------ | ------------- | ----------- | ---------------------- | ------------------- | -------------- | -------------- |
| NGC 2805 | SAB(rs)d       | Spirale intermédiaire    | 09h 20m 20.4s | 64° 06′ 10″ | 1733 ± 1               | 11,0                | 27,1 ± 1,9     | 192            |
| NGC 2814 | Sb?            | Spirale                  | 09h 21m 11.5s | 64° 15′ 11″ | 1592 ± 4               | 13,7                | 25,0 ± 1,8     | 33             |
| NGC 2820 | SB(s)c pec     | Spirale barrée           | 09h 21m 45.6s | 64° 15′ 29″ | 1579 ± 5               | 12,8                | 24,8 ± 1,7     | 126            |
| NGC 2880 | SB0-           | Lenticulaire             | 09h 29m 34.5s | 62° 29′ 26″ | 1554 ± 5               | 11,5                | 24,6 ± 1,7     | 50             |
| IC 2458  | I0 pec:        | Lenticulaire irrégulière | 09h 21m 30.1s | 64° 14′ 19″ | 1534 ± 8               | 14,5                | 22,6 ± 1,6     | 22             |

Le site DeepskyLog permet de trouver aisément les constellations des galaxies mentionnées dans ce tableau ou si elles ne s'y trouvent pas, l'outil du site constellation permet de le faire à l'aide des coordonnées de la galaxie. Sauf indication contraire, les données proviennent du site NASA/IPAC.